# Ed Diddle
Edgar Allen Diddle sr., detto Ed (Gradyville, 12 marzo 1895 – Bowling Green, 2 gennaio 1970), è stato un cestista, giocatore di football americano e allenatore di pallacanestro statunitense, membro del Naismith Memorial Basketball Hall of Fame dal 1972 in qualità di allenatore.